# Магурени (Валча)
Магурени (рум. Măgureni) насеље је у Румунији у округу Валча у општини Гушоени. Oпштина се налази на надморској висини од 196 m.

## Становништво
Према подацима из 2002. године у насељу је живело 221 становника, од којих су сви румунске националности.